# 陕西省渭南市中级人民法院
陕西省渭南市中级人民法院是陕西省渭南市的中级人民法院。

## 机构设置

### 审判机构
- 刑事审判一庭
- 刑事审判二庭
- 民事审判一庭
- 民事审判二庭
- 民事审判三庭
- 行政审判庭
- 立案庭
- 审判监督庭

### 其他机构
- 执行局
- 国家赔偿办公室
- 司法技术中心
- 审判管理中心
- 政治部
- 办公室
- 研究室
- 监察室
- 法警支队
- 新闻中心
- 工会
- 法官培训中心

## 历任领导
| 院长 副院长 | 党组书记 |

## 对应基层人民法院
- 陕西省渭南市临渭区人民法院 （页面存档备份，存于）
- 陕西省韩城市人民法院 （页面存档备份，存于）
- 陕西省华阴市人民法院 （页面存档备份，存于）
- 陕西省蒲城县人民法院 （页面存档备份，存于）
- 陕西省潼关县人民法院 （页面存档备份，存于）
- 陕西省白水县人民法院 （页面存档备份，存于）
- 陕西省澄城县人民法院 （页面存档备份，存于）
- 陕西省华县人民法院 （页面存档备份，存于）
- 陕西省合阳县人民法院 （页面存档备份，存于）
- 陕西省富平县人民法院 （页面存档备份，存于）
- 陕西省大荔县人民法院 （页面存档备份，存于）